# Jakobskirche (Eisenach)

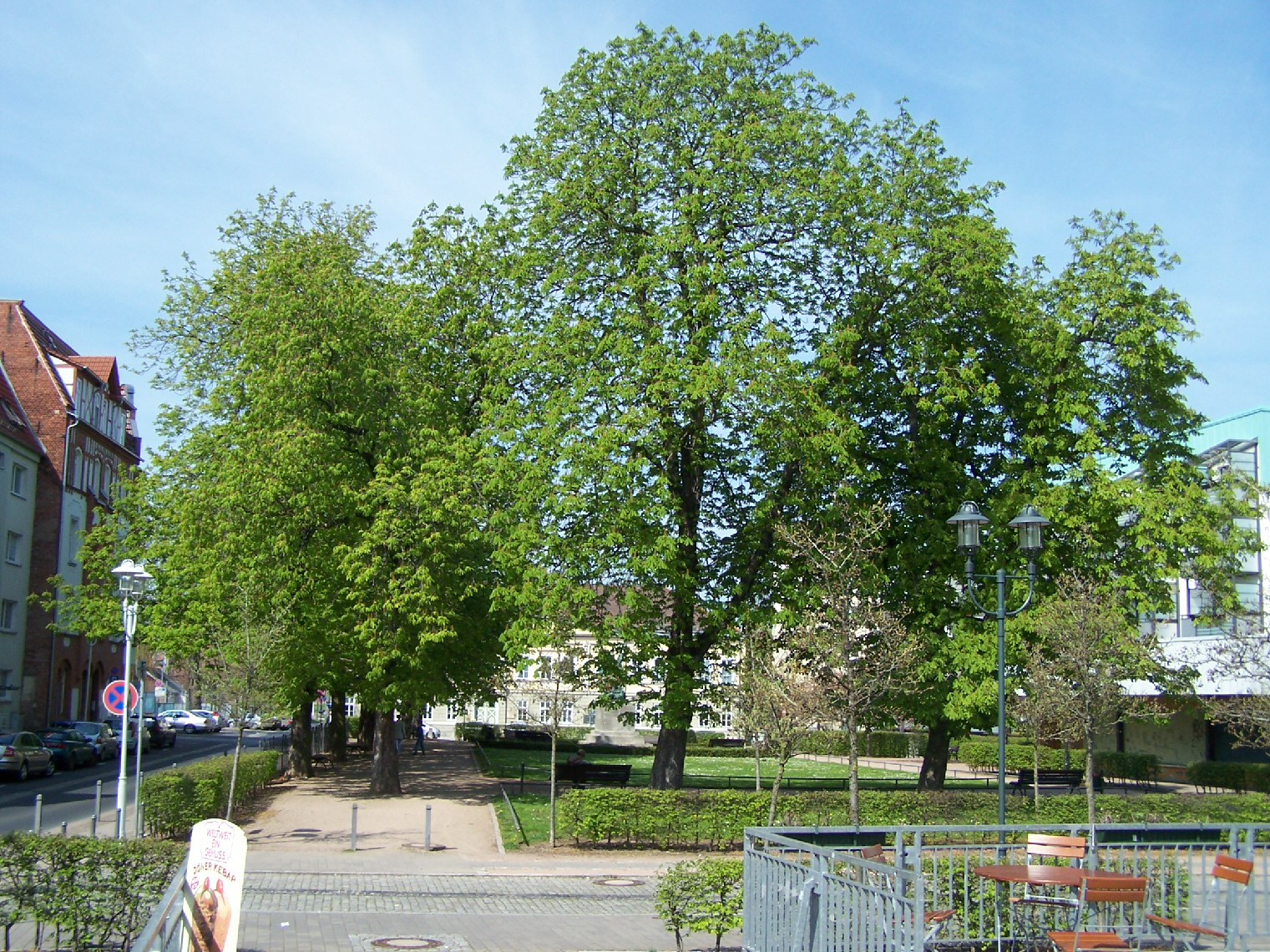
Standort von St. Jakob

Die Jakobskirche befand sich im nordwestlichen Teil der Altstadt von Eisenach im Zentrum des Jakobsplan und ist heute eine von Bäumen umstandene Grünfläche an der westlichen Sophienstraße.

## Geschichte
Eine Jakobskapelle oder -kirche wurde um 1190 vom thüringischen Landgrafen Hermann I. im nordwestlichen Teil der heutigen Altstadt gestiftet.
Das Bauwerk hatte vier Altäre. Geweiht waren diese den Heiligen Jacobus, Magdalena und Andreas, den heiligen drei Königen und Sigismund, Johannes dem Täufer, Antonius und Katharina.
Eine Mauer und Lindenbäume umgaben die Kirche. Die Kirche sollte der Mittelpunkt eines Handwerkerbezirkes innerhalb der Stadt werden, gleichzeitig entstanden die ersten Gebäude entlang der heutigen Sophienstraße, der Jakobs und der ehemaligen Grünen Gasse, doch der Zuzug von Handwerkern und anderer Siedler stockte rasch, so dass noch um 1800 einige Teile der Altstadt nördlich der Sophienstraße unbebaut geblieben waren. Diese Flächen wurden einstweilen als Gärten und Wiesen genutzt. Die Unruhen von 1525 gingen auch an der Jakobskirche nicht vorüber, die gottesdienstliche Nutzung wurde danach eingestellt.
Nach der Reformation wurden die Einkünfte der Kirche wie die der Pfarrkirchen dem Stadtrat überlassen, das Gebäude selbst diente fortan als Lagerstatt für die vor dem Nadeltor gelegenen Mahlmühlen. Hier wurde unter strenger städtischer Kontrolle das eintreffende Getreide gewogen, und auf die Lagerhäuser und Schüttböden innerhalb der Stadt verteilt, das Gebäude wird darum in Stadtrechnungen auch als städtische Mehlwaage bezeichnet. Der für 1607 geplante Umbau zum fürstlichen Brauhaus erfolgte nicht. Bei der großen Feuersbrunst von 1636 brannte die Jakobskirche aus und wurde nicht wiederhergestellt, ihre Mauern wurden allmählich abgetragen.
Auf die Reste des Gemäuers baute man im Anfang des 18. Jh. die (neue) Stadtmehlwaage. Als auch diese 1796 niederbrannte, wurde der Platz ganz freigemacht und mit Grünanlagen versehen.

## Baubefunde
Anlässlich der Neubebauung der Südseite der Sophienstraße und der Jakobsgasse wurden 1987–89 auf dem gesamten Baugelände archäologische Untersuchungen durchgeführt. Hierbei konnten Reste der spätmittelalterlichen Bebauung der Wasserver- und Abwasserentsorgung und einer entwickelten handwerklicher Produktion, (u. a. Drechsler, Weber, Färber usw.) nachgewiesen werden. Bei den Ende Juli 1999 erfolgten Schachtarbeiten auf dem Jakobsplan wurde in einiger Tiefe ein Stück Pflaster festgestellt – ob von der Kirche, kann nicht mit Bestimmtheit gesagt werden.